# Eustigma lenticellatum
Eustigma lenticellatum är en trollhasselart som beskrevs av Cheng Yih Wu. Eustigma lenticellatum ingår i släktet Eustigma och familjen trollhasselfamiljen. Inga underarter finns listade i Catalogue of Life.